# آری مایرز
آری مایرز (انگلیسی: Ari Meyers؛ زادهٔ ۶ آوریل ۱۹۶۹) هنرپیشه، و بازیگر تلویزیون اهل ایالات متحده آمریکا است.